# Emmanuel Roblès
Emmanuel Roblès (Orà, Algèria francesa, 22 de maig del 1914 - Boulogne-Billancourt, França, 22 de gener de 1995) fou un escriptor i militar francès.

## Premis literaris
- Prix Broquette-Gonin (de l'Académie Française, 1964)
- Prix Fémina (1948)[2]
- Prix de Portique (1948)

## Obres
Novel·les
- 1938 - L'Action (reedició le Seuil, 1996)
- 1941 - La Vallée du paradis
- 1942 - Travail d'homme (reedició le Seuil, 1996)
- 1948 - Les Hauteurs de la ville (Prix Femina, reedició le Seuil, 2012)
- 1952 - Cela s'appelle l'aurore
- 1954 - Federica
- 1956 - Les Couteaux
- 1961 - Le Vésuve
- 1962 - La Remontée du fleuve
- 1966 - Plaidoyer pour un rebelle
- 1968 - La Croisière
- 1970 - Un printemps d'Italie
- 1974 - Saison violente
- 1976 - Un amour sans fin
- 1977 - Les Sirènes
- 1979 - L'Arbre invisible
- 1981 - Venise en hiver
- 1985 - La Chasse à la licorne
- 1988 - Norma, ou, L'Exil infini
- 1992 - L'Herbe des ruines

Teatre
- 1941 - Île déserte
- 1941 - Interlude
- 1948 - Montserrat
- 1952 - La vérité est morte
- 1958 - L'Horloge
- 1958 - Porfirio
- 19?? - Plaidoyer pour un rebelle
- 19?? - Un Château en novembre
- 19?? - La Fenêtre
- 1984 - Un château en novembre
- 1991 - Les Yaquils
- 19?? - Mer libre
- 19?? - Lanterne magique

Recopilacions de contes
- 1944 - Nuits sur le monde
- 1951 - La Mort en face
- 1959 - L'Homme d'Avril
- 1972 - L'Ombre et la rive
- 1990 - Les Rives du fleuve bleu
- 1994 - Erica
- 2014 - Malika et autres nouvelles d'Algérie (éd. El Kalima, Alger)

Poesia
- 1990 - Cristal des jours

Autobiografia
- 1961 - Jeunes saisons